# Thompsonula pectinata
Thompsonula pectinata is een eenoogkreeftjessoort uit de familie van de Thompsonulidae. De wetenschappelijke naam van de soort is voor het eerst geldig gepubliceerd in 1932 door Wilson C.B..